# Toxophora vasta
Toxophora vasta är en tvåvingeart som beskrevs av Daniel William Coquillett 1891. Toxophora vasta ingår i släktet Toxophora och familjen svävflugor. Inga underarter finns listade i Catalogue of Life.